# Celia Johnson
Celia Elizabeth Johnson (18 de diciembre de 1908 - 25 de abril de 1982) fue una actriz británica.

## Primeros años
Nacida en Ellerker Gate, Richmond, Surrey, Inglaterra, Johnson era hija de Robert Johnson y Ethel Griffiths. La primera actuación de Johnson frente al público tuvo lugar en 1916, dentro de una representación benéfica a favor de los combatientes en la Primera Guerra Mundial. Estudió en la St Paul's Girls School de Londres entre 1919 y 1926, y tocó en la orquesta de la escuela, bajo la dirección de Gustav Holst. Actuó en producciones de la escuela, pero no tenía ninguna otra experiencia interpretativa cuando fue aceptada para estudiar en la Royal Academy of Dramatic Art en 1926. Posteriormente pasó una temporada en París, donde estudió bajo la dirección de Pierre Fresnay en la Comédie-Française.

## Carrera
Su debut teatral, y primer papel profesional, fue como Sarah en la obra de George Bernard Shaw Major Barbara, representada en el Teatro Royal de Huddersfield en 1928.  El año siguiente viajó a Londres para sustituir a Angela Baddeley en el papel de Currita en A Hundred Years Old, obra representada en el Teatro Lyric de Hammersmith.
En 1930 Johnson actuó en Cynara, con Gerald du Maurier y Gladys Cooper. En 1931 hizo su primer viaje a los Estados Unidos para interpretar a Ofelia en una producción de Hamlet representada en Nueva York.
De vuelta a Londres, actuó en diferentes producciones de importancia menor, antes de participar en la obra The Wind and the Rain, representada a lo largo de 1933 a 1935. En 1935 se casó con el periodista Peter Fleming, y en 1939 nació su primer hijo. Su carrera cobró importancia con la interpretación de Elizabeth Bennet en Orgullo y prejuicio (1940) y de Mrs. de Winter en Rebeca (1940). Esta última hubo de suspenderse en septiembre de 1940 al ser destruido el teatro a causa de un bombardeo en la Segunda Guerra Mundial.
Durante la guerra, Johnson vivió con su hermana y su cuñada, y se dedicó al cine y a la radio en vez de al teatro, ya que dichas actividades le ocupaban menos tiempo y le permitían dedicarse a la familia. Además, trabajó para el Women's Auxiliary Police Corps. Durante la guerra actuó en In Which We Serve (1942) y This Happy Breed (1944), ambos filmes dirigidos por David Lean y escritos por Noël Coward.   
Lean y Coward contaban con Johnson para su siguiente proyecto, Breve encuentro (1945). Ella aceptó el papel con reticencias, dadas sus responsabilidades familiares, pero estaba interesada en él, y el film fue bien recibido por la crítica. Johnson fue recompensada con el galardón del New York Film Critics Circle a la mejor actriz y fue nominada al Oscar a la mejor actriz.
Tras la guerra, Johnson se concentró en su vida familiar, con dos hijas nacidas en 1946 y 1947, y su ocasional trabajo interpretativo pasó a ser algo secundario para ella en la siguiente década.
Volvió al teatro en 1957, junto a Ralph Richardson en The Flowering Cherry. Como miembro del Royal National Theatre, Johnson actuó en las obras El maestro constructor (1964) y Hay Fever (1965), y posteriormente retomó sus papeles en las versiones televisivas. Uno de sus últimos éxitos para la televisión fue la producción Play for Today (1970).
Por su interpretación en The Prime of Miss Jean Brodie (1969), recibió el Premio BAFTA a la mejor actriz de reparto. 
Fue nombrada comendadora de la Orden del Imperio Británico (CBE) en 1958, "por su servicio al teatro ", y dama comendadora (DBE) de la misma orden en 1981.

## Vida personal
Johnson estuvo casada con Peter Fleming desde 1936 hasta 1971, año en que él falleció encontrándose en Argyll, Escocia. Fleming era hermano del también escritor Ian Fleming. Tuvieron tres hijos: 
- Nicholas "Nichol" Peter Val Fleming (3 de enero de 1939 – 9 de mayo de 1995),[3] Fue granjero y periodista.

- Kate Fleming (nacida en 1946),[3] autora del libro Celia Johnson: A Biography (1991)

- Lucy Fleming (15 de mayo de 1947),[3] actriz.

En 1982 estaba de gira con Sir Ralph Richardson representando la obra de Angela Huth The Gathering. En un día de asueto se encontraba en su casa en Nettlebed, Inglaterra, cuando sufrió un ictus. Falleció a las pocas horas.

## Filmografía
| Año  | Título                                                          | Observaciones     | Observaciones                                                                                            |
| ---- | --------------------------------------------------------------- | ----------------- | --- |
| 1941 | A Letter from Home                                              | Madre inglesa     | |
| 1942 | In Which We Serve (Sangre, sudor y lágrimas)                    | Mrs. Kinross/Alix | |
| 1943 | Dear Octopus (Bodas de oro)                                     | Cynthia           | también llamada The Randolph Family                                                                      |
| 1944 | This Happy Breed (La vida manda)                                | Ethel Gibbons     | Premio a la mejor actriz del National Board of Review                                                    |
| 1945 | Breve encuentro                                                 | Laura Jesson      | Premio a la mejor actriz del New York Film Critics Circle Nominada al Oscar a la mejor actriz de reparto |
| 1949 | The Astonished Heart                                            | Barbara Faber     | |
| 1951 | I Believe in You                                                | Matty Matheson    | Nominada al Premio BAFTA a la mejor actriz                                                               |
| 1952 | The Holly and the Ivy                                           | Jenny Gregory     | |
| 1953 | The Captain's Paradise (El paraíso del capitán)                 | Maud St. James    | Nominada al Premio BAFTA a la mejor actriz                                                               |
| 1955 | A Kid for Two Farthings (El niño y el unicornio)                | Joanna            | |
| 1957 | The Good Companions                                             | Miss Trant        | |
| 1969 | The Prime of Miss Jean Brodie (Los mejores años de Miss Brodie) | Miss Mackay       | BAFTA a la mejor actriz de reparto                                                                       |
| 1980 | The Hostage Tower                                               | Mrs. Wheeler      | |
| 1980 | Staying On                                                      | Lucy Smalley      | BBC Nominada al Premio de la Academia Británica de Televisión a la mejor actriz                          |

## Premios y distinciones
Premios Óscar
| Año  | Categoría    | Película        | Resultado |
| ---- | ------------ | --------------- | --------- |
| 1947 | Mejor Actriz | Breve encuentro | Nominada  |